# St. Constantia (Dresden)
Die Kapelle St. Constantia, genannt Silberkapelle, wurde 1756 bis 1763 für die aus Bayern gebürtige Kurprinzessin Maria Antonia von Bayern im Taschenbergpalais in Dresden errichtet. Beteiligte Künstler waren  François de Cuvilliés und Julius Heinrich Schwarze als Architekten, Joseph Deibel und Johann Joseph Hackl  als Bildhauer sowie Johann Adolph Pöppelmann  als (Hof-)Maler.
Bei den Luftangriffen auf Dresden im Zweiten Weltkrieg wurde die Kapelle zerstört. Beim Wiederaufbau des Taschenbergpalais wurden die Räume der Kapelle „in veränderter Form wiederaufgeführt“. Die Hauskapelle ist als orthodoxer Kirchenraum geweiht und wird für Trauungen und Taufen genutzt.

## Geschichte

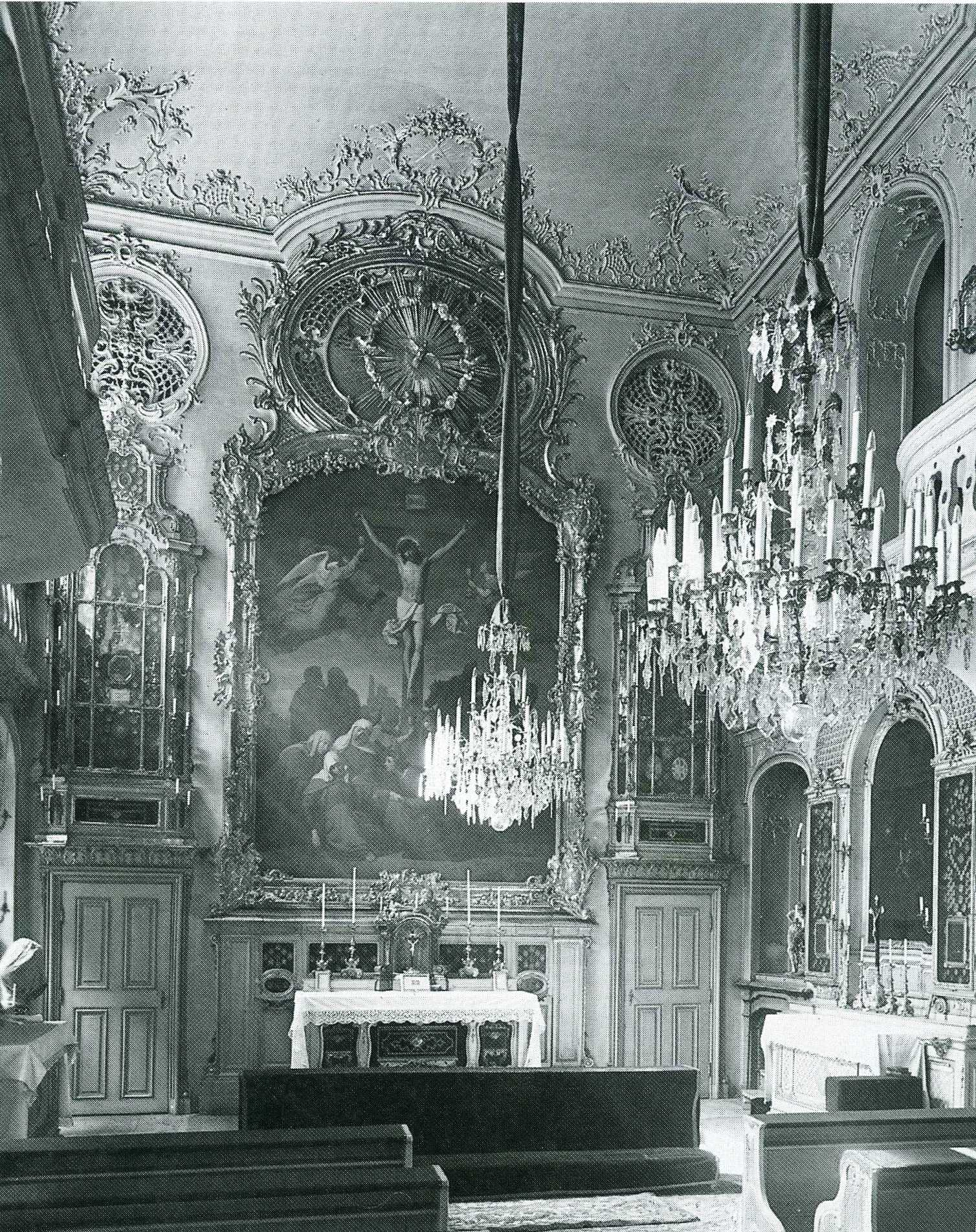
Silberkapelle

Ihren Namen hat der Sakralbau von der typischen Rokoko-Farbgebung in Hellgrün und Silber, die eine „Rokoko-Dekoration auf ihrem Höhenpunkt“ zeigte. Die Kapelle war ein fünfachsiger hoher Raum, der zwei Stockwerke des Taschenbergpalais für sich beanspruchte. Das erste Geschoss war nach der Brüdergasse hin gelegen, während das zweite Geschoss der Kapelle an der Seite von einer Loge mit sechs Bögen bereichert wurde. Die Decken waren im Dresdner Rokoko streng von den Wänden getrennt, denn „es liegt im Wesen des Dresdner Rokoko, dass die Wand- und Deckenstruktur immer noch in ihrer architektonischen Gliederung sichtbar bleiben und nicht wie in Süddeutschland eine völlige Auflösung erfährt.“ Trotzdem verbanden die in Rundungen und Übergängen befindlichen zarten und bewegten Stuckaturen die geraden Decken und Wände miteinander. Eine am Übergang zwischen Decke und Wand befindliche schmale und schwach profilierte Stuckleiste verband mehr, als dass sie die Wand von der Decke abgrenzte.
Beim Wiederaufbau des zerstörten Taschenbergpalais wurde zwar die Einrichtung einer Hauskapelle ins Auge gefasst, eine Wiederherstellung des zerstörten Raumes schied jedoch aus. Es wurde nunmehr ein geweihter orthodoxer Kirchenraum, den die Künstlerin Jakoba Kracht entwarf. Auch der künstlerische Entwurf und die Ausführung der Ikonenwand (Ikonostase), der wichtigsten Wand in einer orthodoxen Kirche, hier reich geschmückt mit Schnitzereien und Gold, stammt von ihr. Der Kirchenraum selbst ist sehr schlicht und modern gehalten, Goldornamente der Ikonostase kehren an den Wänden wieder.